# Tub capil·lar

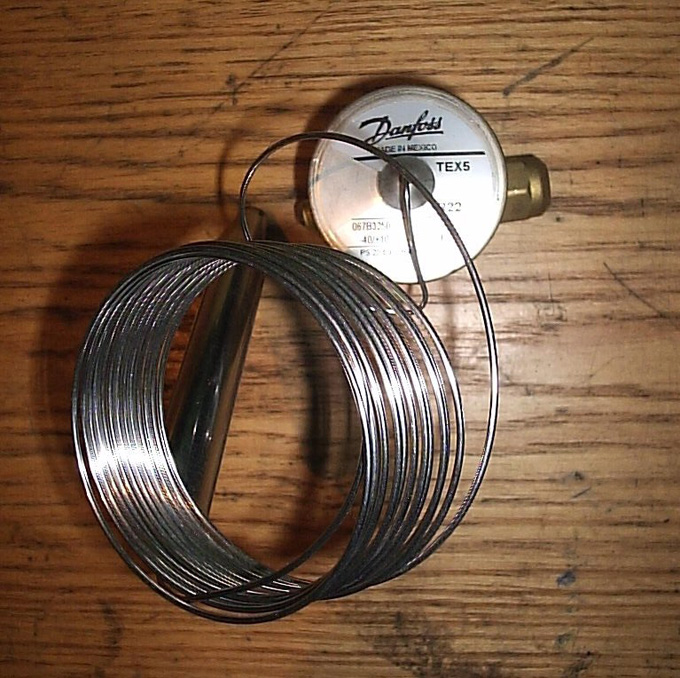
La vàlvula VET comunica el seu bulb sensor de temperatura per mitjà d'un tub capil·lar.

 Un  tub capil·lar  és una conducció de fluid molt estreta i de petita secció circular. El seu nom s'origina per la similitud amb el gruix del cabell. És en aquests tubs en què es manifesten els fenòmens de capil·laritat.
Poden estar fets de diferents materials: vidre, coure, aliatges metàl·lics, etc., En funció del seu ús o aplicació.

## Tub capil·lar en circuits refrigerants
És el cas més senzill de dispositiu d'expansió, ja que consisteix únicament en un tub de petit diàmetre (generalment de coure), que actua retenint el flux de líquid refrigerant, l'expansió es realitza a la seva sortida al connectar-lo al tub que va cap a l'evaporador.
Aquest estrenyiment afegeix una pèrdua de càrrega a tal en aquest punt del circuit frigorífic que, abans d'ell, la descàrrega del compressor crea una alta pressió i, al sortir, l'aspiració determina la baixa pressió. La pèrdua de càrrega que origina el capil·lar en aquest punt es defineix en funció de la longitud d'aquest, i correspon a la caiguda de pressió del sistema entre el condensador i l'evaporador.

### Avantatges
Els seus avantatges enfront d'altres sistemes d'expansió:
- Senzillesa
- Fiabilitat: no té peces mòbils
- Facilitat de reparació
- No necessita dipòsit de líquid

### Desavantatges
- Rigidesa: no permet adaptar el cabal de refrigerant a les variacions de càrrega tèrmica i de temperatura del medi.